# Ichkhan (fédaï)
Ichkhan (en arménien : Իշխան, « prince » ; 1883 – 17 avril 1915) né Nikoghayos Mikayélian, et également connu sous le nom de Nikol ou Nigol,, est un fédaï arménien, membre de la Fédération révolutionnaire arménienne.

## Biographie
De 1902 à 1908, il devient chef de la FRA à Moks avant de partir pour Van. Juste avant et au début de la Première Guerre mondiale, il est au côté d'Aram Manoukian et d'Archak Vramian une figure de premier plan à Van. Il est assassiné le 17 avril 1915, juste avant que les Turcs n'assiègent la ville.